# 亮賢

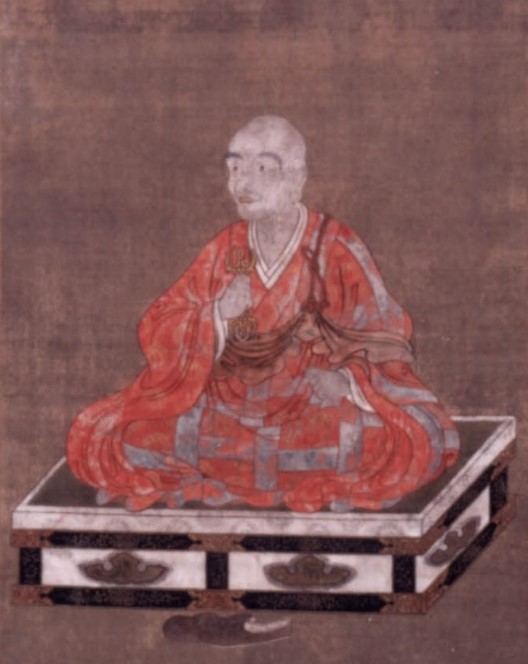
亮賢

亮賢（りょうけん、慶長16年（1611年） - 貞享4年3月7日（1687年4月18日））は、江戸時代前期の新義真言宗の僧。上野国の出身。

## 生涯
慶長16年（1611年）、上野国甘楽郡小野村（現・群馬県富岡市）の須藤氏に生まれる。故郷の得成寺で出家し、大和国・長谷寺で尊慶を師として密教を修学した。その後自らが出家した得成寺や高崎大聖護国寺の住職となった。卜筮（ぼくぜい）の名声が高く、後に3代将軍徳川家光の側室となるお玉の方（後の桂昌院）を占って、5代将軍・綱吉を産むことを予言したという俗説がある。天和元年（1681年）、綱吉から桂昌院の祈願寺である護国寺の開山を命じられた。貞享4年（1687年）3月7日遷化。